# Dūshān Bolāghī
Dūshān Bolāghī (persiska: دوشان بلاغی) är en ort i Iran.   Den ligger i provinsen Ardabil, i den nordvästra delen av landet, 400 km nordväst om huvudstaden Teheran. Dūshān Bolāghī ligger 1 420 meter över havet och antalet invånare är 105.
Terrängen runt Dūshān Bolāghī är platt åt sydväst, men åt nordost är den kuperad. Runt Dūshān Bolāghī är det ganska tätbefolkat, med 139 invånare per kvadratkilometer. Närmaste större samhälle är Namīn, 14,7 km öster om Dūshān Bolāghī. Trakten runt Dūshān Bolāghī består i huvudsak av gräsmarker.